# Jelena Holečková
Jelena Holečková (20. prosince 1899 Smíchov – 6. srpna 1980 Praha) byla česká hudební pedagožka, spisovatelka, operní pěvkyně a překladatelka.

## Životopis
Rodiče Jeleny Holečkové byli spisovatel Josef Holeček a Zdenka Holečková-Zemanová (narozená 2. dubna 1870). Měla bratra Jarolíma Holečka (1891–1941), novináře a legionářského spisovatele, a sestru Darju Podlipskou-Holečkovou (1896–1959), překladatelku ze srbochorvatštiny a ruštiny. Její manžel byl Julius Heidenreich, který si 9. listopadu 1945 změnil příjmení na Dolanský.
Vystudovala gymnázium Krásnohorská v Praze (1918), potom Filozofickou fakultu Univerzity Karlovy (1925, rigorózní zkoušky ze Slovanské filologie a srovnávacích dějin literatur a z filozofie). Ve zpěvu se vzdělávala u Antonína Heřmana (1918–1921), na pražské konzervatoři u Doubravky Branbergerové a u Jaroslavy Pěničkové-Rochové. V Praze vyučovala zpěv soukromě a také v Husově škole Masarykova lidovýchovného ústavu, v Hudební a pěvecké škole Unie českých hudebníků (za války); po válce na Hudební škole, na Vyšší hudebně pedagogické škole, na hudební škole na Vinohradech a externě na AMU.
Jako pěvkyně začala v roli Carmen ve stejnojmenné opeře v Bratislavě (1924), později např. v roli Rosiny (Lazebník sevillský) nebo Filiny (Mignon). Zpívala také na večerech v Mánesu, Přítomnosti, Umělecké besedě, mj. slovanské písně od Slavka Osterce a Miloje Milojeviče. Podnikla turné po Německu (1927–1928) – Drážďany, Mnichov, Augsburg a zájezdy do Jugoslávie. Kariéru ukončila v roce 1945. Poté pracovala v souborech Stalingrad, S. K. Neumann a Rozmarina (zde získala v soutěži města Prahy první cenu za pásma skladeb Slovanská mapa a Ruští bohatýři).
Jelena Holečková za svůj život přeložila 25 dramatických děl a na 100 písní. Její překlady oper Car Saltan a Ivan Susanin byly odměněny třetí cenou v soutěži Československého divadelního a literárního jednatelství v Praze roku 1952. Napsala množství statí pro hudební časopisy, publikovala referáty v týdeníku Lada a v měsíčníku Centralnaja Jevropa (1926–1939). V Praze XVI Smíchov bydlela na adrese Poděbradova 32.

## Dílo

### Spisy
- Sofie Podlipská ve svých vzpomínkách, dopisech a denících – disertační práce. Praha: Univerzita Karlova, 1925
- Jak se překládají opery (Klíč 4, 1934)
- Opera v Praze v letech 1874–1900 (Československá vlastivěda 8, 1935)
- Sofie Podlipská ve svých vzpomínkách, dopisech a denících (Praha 1940)
- O přednesu lidových písní (Hudební věstník 37, 1944)
- O hereckém umění v opeře (Tempo 20, 1947/48)
- Novákovy písně z mládí (Praha 1949)
- Novákovy písně na českém jevišti (in: Puškin u nás, Praha 1949)
- Dvořákův odkaz lidové tvořivosti (Lidová tvořivost 2, 1951)
- Bel canto [hudebnina]: staroitalské písně a arie pro střední hlas a klavír – klavírní doprovod vypracoval Emil Hradecký. Praha: Orbis, 1951
- K otázce zpěvní deklamace (Hudební rozhledy 5, 1952, č. 7, s. 26)
- Pěvecká výchova v souborech lidové tvořivosti – Praha: Orbis, 1958
- O deklamaci zpívaného slova (in: Živá hudba 7, 1980)
- O Josefu Holečkovi, mém tatínkovi: výbor ze vzpomínek – [výbor textu a redakce Hana Soukupová]. Vodňany, 2008

### Pedagogické práce
- Kapitoly z pěvecké pedagogiky: práce profesorů zpěvu na katedře dirigování, operní režie zpěvu AMU ve školním roce 1954–1955 – uspořádala. Praha: SPN, 1957
- Hlasová výchova pro posluchače dirigování a operní režie. Část 1, Praktická – Praha: SPN, 1959
- Vývoj a literatura zpěvu: hlasové výchovy část 2. historická – Praha: SPN
- 500 denních pěveckých cvičení [hudebnina] – Praha: Státní nakladatelství krásné literatury hudby a umění (SNKLHU), 1956
- Chyby hlasové techniky a jejich náprava: hlasový poradce v otázkách a odpovědích – Paul Lohmann; [z německého originálu Stimmfehler-Stimmberatung přeložila Jelena Holečková-Dolanská a Betta Frankenbergerová]. Praha: Supraphon, 1968

### Překlady libret
- Halka; Car Saltan; Evžen Oněgin; Kitěž; Pskovanka; Kaščej nesmrtelný; Chovanština; Ivan Susanin; Mavra; Svatba

### Překlady písní
- Před mariánským obrázkem [hudebnina]: píseň: klavírní doprovod napodobuje lidový nápěv kalabrijských venkovanů – Václav Jan Tomášek; na slova Juliany Glaserové-Ebertové; Praha: A. J. Boháč, 1943
- Zde v nejtemnějším hrobě [hudebnina]: píseň pro bas s klavírem – Václav Jan Tomášek; text napsal Giuseppe Carpani. Praha: A. J. Boháč, 1943
- Písně sovětského lidu. Sešit 2: v klavírní úpravě – Natalija Nikolajevna Levi, Isaak Osipovič Dunajevskij, Dmitrij Dmitrijevič Šostakovič, J. Čmelev, Grigorij Grigorjevič Lobačev; text: Aleksej Aleksejevič Surkov, Vasilij Ivanovič Lebedev-Kumač, překlad: M. Savin, Josef Uher, Vratislav Vycpálek, Jelena Holečková. Praha: Práce 1946
- Zpěvník písní SSSR [hudebnina]: písně o Leninovi a Stalinovi – sestavila a zharmonisovala Elena Dušková. Praha: Svět sovětů, 1949
- Eugen Oněgin: lyrické scény ve 3. dějstvích: Op. 24: klavírní výtah – Petr Iljič Čajkovskij; text podle A. S. Puškina. Praha: Národní hudební vydavatelství, 1950 — Evžen Oněgin: lyrické scény ve třech dějstvích (7 obrazech) – [hudba] Petr Iljič Čajkovskij; text podle A.S. Puškina skladatel a Konstantin Šilovskij; program připravil Zbyněk Brabec. Plzeň: Divadlo Josefa Kajetána Tyla, 2016
- Čapaj: bylina-novina – zapsaná v podání Marfy Semjonovny Krjukovové; ilustroval a upravil Zdeněk Mlčoch. Praha: SNDK, 1951
- Leninské hory [hudebnina] – Jurij Sergejevič Miljutin; ruský text J. Dolmatovskij. Praha: Svět sovětů, 1951
- Daleko-daleko [hudebnina] – Georgij Nikforovič Nosov; ruský text A. Čurjin. Praha: Svět sovětů, 1951
- Píseň o vlasti [hudebnina]: píseň z filmu "Setkání na Labi": mužský sbor a klavír – Dmitrij Dmitrijevič Šostakovič; slova J. Dolmatovskij, upravil Karel Chvalovský. Praha: ÚDA, 1951
- Sborové písně SSSR. Díl 4. [hudebnina] – Aleksej Nikandrovič Novikov: J. Holečková, Isaak Osipovič Dunajevskij: J. Trefulka, Vladimír Grigorjevič Zacharov: J. Urban; M. Patočka, Matvej Isaakovič Blanter: Luděk Kubišta. Praha: Svět sovětů, 1951
- Varjag [hudebnina]: ruská lidová píseň: tenor, duo, mužský sbor a klavír – upravil Jan Zdeněk Bartoš. Praha: ÚDA, 1951
- Svatý prapor leninský: oslavná píseň: duo, mužský sbor a klavír – Alexandr Vladimirovič Alexandrov; ruský text O. Kolyčev; upravil Karel K. Chvalovský, Praha: ÚDA, 1952
- Písně SSSR 3, Písně Alexandrovova souboru – Aleksandr Vasiljevič Aleksandrov, Georgij Nikiforovič Nosov, Matvej Isaakovič Blanter, texty: Sergej Jakovlevič Alymov, Osip Jakovlevič Kolyčev, Aleksandr Dmitrijevič Čurkin, Aleksandr Aleksandrovič Kovalenkov, Vasilij Ivanovič Lebedev-Kumač, Michajl Injuškin; překlad: Josef Uher, Hana Vrbová, Jelena Holečková, Luděk Kubišta. Praha: Svět sovětů, 1952
- Písně SSSR. Díl 16 [hudebnina]: slavnostní písně – Aram Chačaturjan: text Asug Mirza: překlad Z. Knittl; Dmitrij Dmitrijevič Šostakovič: Jevgenij Aronovič Dolmatovskij: J. Holečková, Alexandr Grigorjevič Aruťunjan: A. Gajamov: J. Holečková. Praha: Svět sovětů, 1952
- Píseň mládí [hudebnina] Leonid Bakalov; ruský text C. Solodar – Praha: SNKL, 1953
- Píseň bojovníků za mír – Vano Iljič Muradeli. Praha: Ústřední dům lidové tvořivosti (dále jen ÚDLT),
- Ženské sbory z ruských oper. Díl 7 [hudebnina] – Praha: SNKLHU, 1953
- Ej, uchněm! – úprava Alexandr Vasiljevič Svěšnikov; překlad J. Urban. Píseň bojovníků za mír – V. Muradeli; překlad Jelena Holečková. Náš stůl – Miroslav Krejčí; verše Jan Noha. Písnička: op. 51 č. 4 – Jos. B. Foerster; C. Hoffmann; přeložil O. Zich. Praha: ÚDLT,
- Sbor dívek z opery Eugen Oněgin [hudebnina] – Petr Il’jič Čajkovskij; text podle A. S. Puškina. Praha: ÚDLT, 1956
- Titus, K. 621 – W. A. Mozart; [libreto] E. Mazzola. Praha: Supraphon, 1956
- Madrigaly a chansony [hudebnina]: výběr polyfonních děl skladatelů 16. a 17. století – sestavil Jaroslav Vanický. Praha: SPN, 1957
- Pohádka o caru Saltanu a jeho synovi, slavném a mocném hrdinovi Kvidonovi a o krásné carevně-Labuti: zpěvohra o čtyřech dějstvích (předehře a sedmi obrazech) podle básně A. S. Puškina – Nikolaj Rimskij-Korsakov; text napsal V. I. Bělskij; [úvodní stať napsal Mirko Očadlík]. Praha: SNKLHU, 1959
- Čapajev – Dimitrij Furmanov; [podle stejnojmenného ruského románu zdramatizoval] Miloslav Stehlík; úryvky z byliny M. S. Karjukuvové Čapaj [z ruštiny]; doslov Zdena Josková; návrhy scén Vojtěch Kolařík. Praha: Orbis, 1961
- Taťanuška [hudebnina] – Vano Iljič Muradeli; (A. Saljnikov). Praha: ÚDLT, 1961
- Árie Lenského z opery "Eugen Oněgin": zpěv a klavír – Petr Iljič Čajkovskij; text Modest I. Čajkovskij. Praha: Státní hudební vydavatelství, 1962
- Jitřní píseň [hudebnina]: slova J. Caleckého – Tichon Nikolajevič Chrennikov. Praha: ÚDLT, 1962
- Slunce nad horami [hudebnina]: smíšený sbor a capella – Vasilij Sergejevič Kalinnikov; na slova A. Fedorova. Praha: ÚDLT, 1962
- 6 písní: zpěv a klavír: vyšší třídy LŠU – Franz Schubert; vybrala a přeložila. Praha: Supraphon, 1968
- Lieder auf Gedichte von Franz Theodor Csokor [hudebnina]: für tiefere Stimme und Klavier – Karel Reiner. Wien: 1969
- Z písní Roberta Schumanna [hudebnina] – Robert Schumann; vybrala a přeložila. Praha: Supraphon, 1970

### Jiné
- Bartoň a Frantík, chlapci ze Stožic – Josef Holeček; ilustroval Alois Moravec; autorův výbor upravila, rozšířila a poznámkami opatřila Marie Loulová, doslov Jelena Holečková-Dolanská
- Kalevala – z finského originálu přeložil a vysvětlivky napsal Josef Holeček; slovníček sestavila Jelena Holečková-Dolanská; textově připravila a ediční poznámku napsala Zina Trochová; doslovem opatřil Jan Petr Velkoborský; ilustroval Václav Fiala. Praha: Odeon, 1980